# Spud Webb
Anthony Jerome (Spud) Webb (Dallas, 13 juli 1963) is een voormalige Amerikaanse basketballer. Hij was de kortste speler die ooit een NBA Slam Dunk Contest won (1986).
Webb speelde voor de Midland Junior College in Midland, Texas, en won met hen het nationale junior college kampioenschap in 1982. Daarna ontving hij een studiebeurs aan de North Carolina State University, waar hij een gemiddelde van 10,4 punten en 5,7 assists behaalde.
Hij speelde vervolgens professioneel voor de Atlanta Hawks en verhuisde daarna naar de Sacramento Kings, Minnesota Timberwolves en Orlando Magic voordat hij in 1998 met pensioen ging. 